# Karl-Heinz Below
Karl-Heinz Below (* 2. September 1906 in Berlin; † 1984) war ein deutscher Rechtswissenschaftler und Rektor der Wirtschaftshochschule Mannheim.

## Leben
Below war von 1947 bis 1972 Ordentlicher Professor für Bürgerliches Recht und Arbeitsrecht an der 1946 gegründeten Wirtschaftshochschule Mannheim und deren Rektor von 1950 bis 1952. Außerdem war er Honorarprofessor an der Universität Heidelberg.

## Auszeichnungen
- 1930: Friedrich-Wilhelms-Medaille und Staatspreis der Juristischen Fakultät der Friedrich-Wilhelms-Universität Berlin
- 1932: Preis des Instituts für Arbeitsrecht der Universität Halle (Saale)

## Schriften (Auswahl)
- Der Arzt im römischen Recht. O.J. (1943), Neuauflage München: Beck 1953.
- Goethe in seinem Verhältnis zum römischen Recht. In: L’Europe e il diritto romano, Studi in memoria di Paolo Koschaker. Milano: A. Giuffré 1954.
- Die mangelhafte Arbeitsleistung im Innenverhältnis zwischen Arbeitgeber und Arbeitnehmer (Festschrift Heinrich Lehmann II). 1956.
- Grundstücke, Form der Rechtsgeschäfte, Internationales Privatrecht, Wohnungseigentum. In: Handwörterbuch Betriebswirtschaft (seit 1957)
- Bürgerliches Recht, Allgemeiner Teil. Wiesbaden: Gabler 1960, mehrere Auflagen.
- Die Haftung für lucrum cessans im römischen Recht. München: Beck 1964.
- Bürgerliches Recht, Schuldrecht, Allgemeiner Teil. Wiesbaden: Gabler 1965.
- Bürgerliches Recht, Schuldrecht, Besonderer Teil. Wiesbaden: Gabler 1965.